# Философия случая
«Филосо́фия слу́чая» (пол. Filozofia przypadku) — эссе польского писателя Станислава Лема о теории литературы и влиянии литературы на современную культуру. Вопросы рассматриваются с точки зрения точных наук: кибернетики, математики, логики, теории вероятностей, теория игр, биологии и физики. Фокусом работы является теория литературного произведения. Автор подверг критике существующие школы литературоведения и дал очерк новой теории. Важнейшая категория целостной концепции, проходящая через всю работу, — это случай и его подавляющее влияние на события и культуру.
Эссе было впервые опубликовано в 1968 году издательством Wydawnictwo Literackie в виде книги объёмом более 600 страниц. В 1969 году Лем опубликовал русский перевод своего эссе с сокращениями в советском журнале «Вопросы философии».

## Литературная теория Лема
В эссе Лем критикует современную литературную теорию, в частности, литературное произведение Романа Ингардена, и продолжает свою собственную. Он предупреждает, что имеет дело только с онтологической стороной вопроса, игнорируя эстетическую сторону литературы.
Изложение Лема опирается на аналогии из различных естественных наук: теории вероятностей, теории информации, информатики и др. Основная идея заключается в том, что литературное произведение должно рассматриваться как бесконечное множество его прочтений. Литературный текст сам по себе является лишь «входным набором инструкций» «информационной программы», и каждый читатель, подчиняясь ей, производит определённую конкретизацию, зависящую от мировоззрения читателя в момент чтения, которое, в свою очередь, зависит от установленных культурных норм. Например, Лем замечает, что «В исправительной колонии» Кафки немедленно вызывает ассоциации с нацистскими лагерями смерти в сознании современного читателя, хотя в 1914 году Кафка не мог бы описывать эти лагеря. Это наблюдение даёт Лему стимул рассматривать непредсказуемый произвол в литературном анализе конкретного текста.
В то же время существуют определённые типы текстов, которые имеют довольно жёсткую структуру, которые опираются на единственный возможный способ восприятия, чтобы сделать их значимыми (например, шутки) или основаны на определённых заранее установленных стандартах и ожиданиях (например, детектив). Как резюмировал сам Лем, «чем оригинальнее произведение или чем больше оно отклоняется от общей модели, тем разнообразнее его интерпретационные возможности — как у теста Роршаха».

## Случай в культурной динамике
В последующих изданиях эссе взгляд на литературу как область случайных процессов был расширен Лемом на культуру в целом, где случайные силы движут реализацию случайностей в культуре в непредсказуемых направлениях. Тем не менее Лем останавливается на том, чтобы объявить случай или «слепую судьбу» доминирующей силой в культурной динамике. В действительности силам хаоса противостоят силы порядка и цели. В то же время в эссе Лема говорится о том, чтобы попытаться распознать действие случая в ситуациях, когда можно было бы ожидать действия цели.

## Случай в романах Лема
В двух романах Лема — «Следствие» (1959) и «Насморк» (1975) — используется эта концепция.
Кроме того, в «Больнице Преображения» Секуловский, эксцентричный поэт и философ, скрывающийся от нацистов в психушке, подписывается на «философию случая».
Сюжет романа «Профессор А. Донда» основан на цепочке ошибок, предполагающих, что случайность является движущей силой перемен.